# Samuel Osgood
Samuel Osgood (ur. 3 lutego 1748 roku – zm. 12 sierpnia 1813 roku) – amerykański polityk.
W latach 1781–1784 był delegatem stanu Massachusetts do Kongresu Kontynentalnego. W latach 1789–1791 pełnił funkcję poczmistrza generalnego Stanów Zjednoczonych w gabinecie prezydenta George’a Washingtona.